# 매그넘 (아이스크림)
매그넘(Magnum)은 유니레버가 보유한 아이스크림 브랜드이다. 대부분의 국가에서 유니레버의 통합 아이스크림 브랜드인 하트브랜드(Heartbrand) 라인의 일부로 판매되고 있다.

## 역사
매그넘으로 알려진 이 아이스크림은 벨기에서 Ola laboratory가 벨기에의 초콜릿 제조업자인 Callebaut와 협력하여 개발하였으며, 1989년 1월 독일에서 고급 아이스크림으로 출시되었다. 초기에는 덴마크의 Frisko에서 생산되었다.
(매그넘 클래식으로 브랜드가 변경되는) 최초의 매그넘은 두꺼운 바닐라 덩어리를 초콜릿으로 코팅하여 만든 막대 아이스크림이었다. 당시에는 섭씨 -40도를 견딜 수 있는 초콜릿이 없었기 때문에 제품만을 위한 특별한 초콜릿을 개발하여야 했다.
매그넘 아이스크림 콘이 1994년에, 아이스크림 샌드위치가 2002년에 출시되었다.